# Elodina andropis
Elodina andropis is een vlindersoort uit de familie van de Pieridae (witjes), onderfamilie Pierinae.
Elodina andropis werd in 1876 beschreven door Butler.